# الماسات للأبد
الماسات للأبد (بالإنجليزية: Diamonds Are Forever)‏ هي رابع روايات إيان فلمنغ لسلسلة روايات جيمس بوند. تم نشرها في مارس 1956 عن طريق شركة جوناثان كيب للنشر. تتكلم القصة عن تحقيق بوند لتهريب الماس من مناجم سيراليون إلى لاس فيغاس. وأثناء تحقيقاته يقع في حب إحدى عضوات عصابة التهريب تيفاني كيس.